# Médias de Caen
Médias ayant leur siège à Caen.

## Presse écrite à Caen
- 1786-1817 : Affiches, annonces et avis divers de la Basse-Normandie puis Affiches, annonces et avis divers du Calvados
- 1790 : Journal patriotique de Basse-Normandie
- 1790-1793 : Le Courrier des cinq jours
- 1792 : Journal des débats de la société populaire de Caen
- 1793 : Journal de l'armée des côtes de Cherbourg
- 1793 : Bulletin des autorités constituées
- 1793-1796 : L'Écho politique. Annonces et avis divers du département du Calvados
- 1795 : Le Courrier français
- 1796-1797 : Journal général du Calvados
- 1796-1799 : La Gazette universelle – Gazette du Calvados
- 1800 : Écho politique du Calvados et des départements de l'Ouest
- 1812-1817 : Affiches, annonces et avis divers de Caen
- 1817-1829 : Journal politique,  affiches, annonces et avis divers du département du Calvados
- 1819 : Journal judiciaire de la Cour royale de Caen,  annonces, affiches, avis divers
- 1819-1830 : L'Observateur Neustrien
- 1823-1828 : Journal judiciaire du département du Calvados,  annonces et avis divers
- 1828-1857 : Journal de Caen et de la Normandie
- 1830-1857 : Le Pilote – Journal du Calvados
- 1831-1835 : L'Ami de la Vérité
- 1832-1839 : Mémorial du Calvados, de l'Orne et de la Manche
- 1832-1841 : La Publicité
- 1832-1848 : Journal de Caen et des départements du Calvados, de l'Orne et de la Manche
- 1837-1838 : L'Avenir de Caen
- 1839-1851 : Le Haro
- 1842-1848 : Petites affiches de la ville et de l'arrondissement de Caen
- 1843 : Le National du Calvados
- 1845-1846 : L'Estafette du Calvados
- 1845-1846 : Le Petit Poucet
- 1845-1854 : L'Intérêt public
- 1848 : L’Écho des associations républicaines électorales dans le Calvados
- 1848 : La Fraternité, journal des travailleurs
- 1848-1884 : L'Ordre et la Liberté[1]
- 1851 : Le Suffrage universel
- 1854-1939 : Le Moniteur du Calvados
- 1857-1858 : L’Éclaireur
- 1857-1858 : Le Progrès du Calvados
- 1861 : Le Portefeuille
- 1863-1864 : Les Échos normands
- 1865-1944 : Le Bonhomme normand
- 1866-1867 : La Gazette normande
- 1866-1867 : Les Petites affiches normandes
- 1867 : L'Indépendant
- 1868-1869 : Le Messager du Calvados
- 1868-1870 : Le Suffrage universel
- 1869 : Le Progrès du Calvados et de la Manche
- 1870-1871 : Le Franc-Parleur
- 1871 : Le Courrier de Normandie
- 1871-1939 : Journal de Caen
- 1872-1873 : Les Petites nouvelles du Calvados, de l'Orne et de la Manche
- 1874 : Le Nouvelliste normand illustré
- 1874 : Le Canard à trois becs
- 1874-1875 : Le Causeur normand
- 1875 : Le Patriote normand
- 1875-1903 : L'Ami de l'Ordre
- 1877-1939 : Le Moniteur du Calvados – édition du dimanche
- 1877-1944 : La Semaine normande
- 1878 : La Commère normande
- 1878-1884 : Le Causeur normand
- 1879-1880 : L'Epargne normande
- 1880-1882 : Les Petites affiches
- 1882-1883 : Le Petit père bon sens
- 1882-1884 : L'Echo de la semaine
- 1884-1889 : L'Avenir du Calvados
- 1884-1889 : Le Petit caennais
- 1884-1889 : L'Eclaireur de l'Orne
- 1884-1939 : L'Eclaireur du Calvados
- 1885-1886 : L'Escholier normand
- 1886 : La Vie réelle
- 1886-1887 : Les Petites affiches caennaises. Journal d'annonces
- 1887-1888 : L'Echo normand
- 1887-1894 : Le Matin normand
- 1888 : Le Courrier de Caen
- 1889 : Le Bas-normand
- 1889-1898 : Caen Bain de mer
- 1890-1895 : L'Express de Caen
- 1891-1939 : La Croix du Calvados
- 1892 : Le Nouvelliste
- 1892-1893 : La Pomme
- 1892-1896 : Annonces et petites affiches du Calvados
- 1892-1934 : L'Echo des plages
- 1894-1895 : Les Nouvelles du Calvados
- 1894-1900 : 'La Croix du Calvados (édition populaire)
- 1895 : Le Moniteur du Calvados – Journal illustré
- 1895-1897 : Les Causeries normandes
- 1896-1899 : La Plage normande. Organe des stations balnéaires
- 1896-1932 : L'Echo normand
- 1897 : Le Petit caennais
- 1897 : Le Nouvelliste de Caen et du Calvados
- 1897-1898 : Le Nouvelliste de Caen et le Petit caennais réunis
- 1898 :  Le Nouvelliste de Caen
- 1900-1903 : Les Affiches de l'Ouest
- 1901 : L'Union. Journal officiel des sociétés du Calvados
- 1901-1902 : Le Réveil de Caen
- 1902 : Le Travailleur socialiste
- 1902-1943 : Le Reveil normand
- 1903-1905 : La Croix du Calvados – édition agricole
- 1903-1906 : Le Calvados
- 1903-1907 : Le Patriote du Bocage
- 1904 : Le Vengeur
- 1904-1905 : Le Semeur. Organe des socialistes bas-normands
- 1904-1918 : Le Peuple normand
- 1905 : La Normandie agricole. Organe hippique, agricole et commercial
- 1905-1906 : Le Travailleur calvadosien. Bulletin de la bourse libre du travail
- 1905-1908 : Le Croix normande
- 1906-1907 : Le Petit normand
- 1906-1908 : Le Progrès du Calvados
- 1907 : Le Combat. Ouvrier, républicain, socialiste
- 1908-1909 : Revue antimaçonnique de la Basse-Normandie
- 1909 : 'Le Petit bleu
- 1909-1935 : La Jeune Normandie – Organe provincial de l'ACJF
- 1911-1918 : Le Courrier du Calvados
- 1913 : La Dépêche de Caen
- 1914-1915 : Le Petit belge de Normandie
- 1914-1916 : Le Courrier du Calvados – Dépêches officielles
- 1917 : L'Ouest-Etat. Organe de défense des cheminots
- 1918-1939 : Le Réveil des travailleurs
- 1919-1920 : Le Petit normand
- 1919-1921 : Cocorico. Satirique, littéraire, humoristique
- 1919-1922 : Le Carillon. Tous les sons de cloche
- 1919-1923 : Le Populaire normand
- 1921-1931 : L’Écho financier – Revue de la semaine boursière
- 1921-1939 : Le Pays normand
- 1923 : Les Échos de la Bourse
- 1924 : Les Affaires dans le Normandie
- 1924-1926 : Caen-Sports. Journal sportif de Basse-Normandie
- 1924-1940 : Le Combattant
- 1925 : Le Petit Caennais
- 1925-1927 : L'Information normande
- 1926-1927 : Le Cri sportif
- 1928-1931 : Le Calvados automobile
- 1928-1940 : L'Éveil normand
- 1931-1933 : La Relève. Organe des œuvres catholiques de jeunesse du Calvados
- 1933 : L'Aurore socialiste
- 1935 : Caen-Revue. Journal gai et pour les gens gais
- 1936 : L'information populaire. Organe de combat antifasciste et de rassemblement
- 1937-1938 : Le Calvados
- 1938-1939 : Redressement. Pour la construction du socialisme et de la Pais
- 1939 : La Normandie populaire
- 1939-1944 : La Presse quotidienne caennaise
- Depuis 1944 :  Liberté - Le Bonhomme libre
- 1964-1968 :  Caen 7 jours
- 1981 :  Caen Magazine
- 1992-1994 : Le Caennais déchaîné (Faculté des Lettres)
- Depuis 2009 : Tendance Ouest
- Depuis 2010 : Côté Caen
- Depuis 2011 : Stemp Magazine Caen

## Stations de radio à Caen
| Fréquence(s) | Nom de la radio            | Diffuseur      | Lieu d'émission                                               | Catégorie      | Puissance |
| ------------ | -------------------------- | -------------- | ------------------------------------------------------------- | -------------- | --------- |
| 87.8         | Mouv'                      | TDF            | Delle des Rougettes, Colombelles                              | Radio publique | 1 kW      |
| 88.7         | M Radio                    | TDF            | Tour France Télécom, 6 rue de la Tour, Saint-Contest          | D              | 2 kW      |
| 89.4         | RFM Normandie              | LAM            | Quartier de la Haute-Folie, Tour 1101, Hérouville-Saint-Clair | C              | 500 W     |
| 90.4         | Radio Classique            | TDF            | Delle des Rougettes, Colombelles                              | D              | 2 kW      |
| 91.5         | France Culture             | TDF            | Mont Pinçon, Le Plessis-Grimoult                              | Radio publique | 100 kW    |
| 92.7         | Radio Phénix (Campus Caen) | Auto-diffusion | Cité universitaire, rue de Lébisey, Caen                      | A              | 1 kW      |
| 94.9         | RCF Calvados-Manche        | Towercast      | Quartier de la Haute-Folie, Tour 1101, Hérouville-Saint-Clair | A              | 1 kW      |
| 95.6         | France Musique             | TDF            | Mont Pinçon, Le Plessis-Grimoult                              | Radio publique | 100 kW    |
| 96.3         | Fun Radio                  | TDF            | Delle des Rougettes, Colombelles                              | D              | 2 kW      |
| 96.8         | Virgin Radio Caen          | TDF            | Delle des Rougettes, Colombelles                              | C              | 2 kW      |
| 97.6         | Skyrock                    | Vortex         | Quartier de la Haute-Folie, Tour 1101, Hérouville-Saint-Clair | D              | 2 kW      |
| 98.0         | TSF 98                     | Auto-diffusion | 1010 quartier des Belles Portes, Hérouville-Saint-Clair       | A              | 1 kW      |
| 98.7         | Radio FG                   | TDF            | Delle des Rougettes, Colombelles                              | D              | 1 kW      |
| 99.1         | Radio 666                  | Auto-diffusion | 1010 quartier des Belles Portes, Hérouville-Saint-Clair       | A              | 500 W     |
| 99.6         | France Inter               | TDF            | Mont Pinçon, Le Plessis-Grimoult                              | Radio publique | 100 kW    |
| 100.2        | Tendance Ouest             | TDF            | Delle des Rougettes, Colombelles                              | B              | 2 kW      |
| 100.6        | Radio Courtoisie           | Towercast      | Quartier de la Haute Folie, Tour 1101, Hérouville-Saint-Clair | A              | 100 W     |
| 101.4        | NRJ Caen                   | TDF            | Delle des Rougettes, Colombelles                              | C              | 2 kW      |
| 102.6        | France Bleu Normandie      | TDF            | Mont Pinçon, Le Plessis-Grimoult                              | Radio publique | 100 kW    |
| 103.2        | Radio Cristal              | TDF            | Delle des Rougettes, Colombelles                              | B              | 2 kW      |
| 105.0        | RTL                        | TDF            | Delle des Rougettes, Colombelles                              | E              | 2 kW      |
| 105.5        | France Info                | TDF            | Delle des Rougettes, Colombelles                              | Radio publique | 1 kW      |
| 105.9        | Europe 1                   | TDF            | Delle des Rougettes, Colombelles                              | E              | 2 kW      |
| 106.4        | Nostalgie Caen             | TDF            | Delle des Rougettes, Colombelles                              | C              | 2 kW      |
| 107.1        | BFM Business               | TDF            | Tour France Télécom, 6 rue de la Tour, Saint-Contest          | D              | 2 kW      |

A noter l'absence de réseaux nationaux comme RMC, RTL2, Chérie FM, Rire & Chansons, Radio Nova, Jazz Radio, Ouï FM et d'une radio visant la communauté maghrébine comme France Maghreb 2, Radio Orient ou Beur FM.
Depuis le 7 Novembre 2022, le multiplex DAB+ diffusé depuis l'émetteur situé quartier de la Haute Folie, Tour 1110 à Hérouville-Saint-Clair canal 9B, comporte les radios suivantes : 666, World Radio Normandy Caen, Mélody, Cap Sao, Radio VFM, NRJ Caen, Nostalgie Caen, TSF 98, Tendance Ouest, Radio Pitchoun, Radio Orient, Radio Phénix, Station B.
Depuis le 1er Mars 2024, les multiplex DAB+ nationaux M1 et M2 sont diffusés sur les canaux 9D et 8C depuis l'émetteur situé quartier de la Haute Folie, Tour 1110 à Hérouville-Saint-Clair.

## Chaînes de télévision à Caen
- France 3 Normandie Caen, la chaîne locale publique de la région. Elle couvre Caen grâce aux sites du Mont Pinçon (TDF) et du quartier de la Haute-Folie à Hérouville-Saint-Clair, au nord de Caen (Towercast) (Multiplex R1, Canal 25 H).
- Normandie TV, chaîne locale privée qui émettait sur la quasi-totalité de la région Basse-Normandie. Elle a cessé d'émettre le 13 février 2015 à la suite d'une liquidation judiciaire.

## Source
Jean Quellien, Christophe Mauboussin, Journaux de 1786 à 1944: l'aventure de la presse écrite en Basse-Normandie, Centre régional des Lettres de Basse-Normandie, 1998.